# ヘルズキッチン (漫画)
『ヘルズキッチン』は、料理監修・西村ミツル、作画・天道グミによる日本の漫画作品。『月刊少年ライバル』（講談社）2010年3月号から2014年7月号（最終号）まで第1部が連載された。また、講談社の新雑誌WEB『新雑誌研究所』にも番外編が本誌休刊後の2014年8月19日に掲載された。また講談社のウェブサイト、漫画アプリ『マガジンポケット』でも2020年9月25日に復刻連載がされ、同年10月12日には番外編が連載された。
コミックスは2014年11月現在既刊13巻発売。

## 連載状況
本誌休刊後の2014年6月13日に作者の天道グミが2015年春創刊予定の新雑誌への本作第2部掲載について相談中、とブログで公表し、同年の初めまで本作第2部の作業を進めていた。しかし、予定より遅れた2015年9月17日に創刊した新雑誌『少年マガジンエッジ』へは本作第2部ではなく、本作に登場した主従を中心とした漫画『Bの食卓』の連載を開始している。同作の連載終了後も本作の連載はされることはなく『少年マガジンエッジ』は2023年11月号で休刊している。
現在第2部の連載は未定となっているが、作者はTwitter上で連載の意思を示している。しかし2020年10月19日更新のブログでは前述の『マガジンポケット』連載の番外編で一旦描き納めとすると公表している。

## あらすじ
普通の中学生・守屋悟の前に突然現れたのは、地獄の料理人のドグマ。彼の目的は、地獄で最も美味とされる「本物の料理人の魂」を手に入れることである。ドグマに取り憑かれた悟は、一から「本物の料理人」を目指す事になった。

## 登場人物
声の項はドラマCDの声優。

### 調理学部
ドグマ
声 - 三木眞一郎
地獄からやってきた「悪食伯爵」と呼ばれる料理人。特に毒を好んでスパイスとしている(死んでも、美食で死ぬなら一興と言っている)。「本物の料理人の魂」を食すために、何の才能もない悟に取り憑き、彼を一から「本物の料理人」に育て上げる事にした。サディストな部分があり、悟を嫌がらせるのが好きである。姿は悟以外の人には見えないが、とある毒を飲むことで人間に近い存在になれる。この際、能力は大幅に低下するらしいが、それでも人外のレベルである。また、人間の空腹を体験した結果、恐ろしく不機嫌になった。意外と飽き性でもあり、興味の無いものには関心を向けない。
守屋 悟（もりや さとる）
声 - 岡本信彦
身長158cm　12月21日生　血液型A型
普通の中学生。ドグマに取り憑かれ、「本物の料理人」を目指す事になった。ドグマに操られるせいで暴虐な事をするので、周囲の生徒からは恐れられている。ドグマに脅されて料理を続けていく内に｢料理が上手くなりたい｣という思いも本物になり、成長し始めている。初夏に片思いをしている。
森崎 要（もりさき よう）
声 - 細谷佳正
身長170.2cm　11月23日生　血液型O型
食専・調理学部の生徒。面倒見の良い兄貴肌だが、バカなところがある。悟のことは散々痛い目にあわされたものの、｢心の病気｣として受け止めている模様。ただし、農学部の御神木が切り倒されて悟が犯人扱いされた際は「守屋のやることはもっと悪質だ」と微妙なフォローをした。何をしても「普通」と言われることに悩んでいたが、半井との関わりを切っ掛けに｢肉のスペシャリスト｣を目指す。見た目通りのアウトドア派で、あっという間に草木のテントやツリーハウスを作ることができる。
半井 義淵（なからい ぎえん）
声 - 白石涼子
食専・調理学部の生徒。両手に猫と鳩のミトンを付けている。作れない料理は無い天才だが、料理以外の言動は理解不能である。悟を「R（ライバル）指定」する。一度食べた料理は二度食べない主義。
美波 サガネ（みなみ サガネ）
声 - 日笠陽子
身長163cm　04月07日生　血液型B型
食専・調理学部の生徒。名前をつけた包丁を数百本所有する無類の刃物好きである。ナンパしてきた男が包丁入れに触った時は、容赦なく制裁を下した。悟に対して好意を抱いており、「さっきゅん」と呼んでいる。 悟にかかわる女にストーカーするなど、ヤンデレ気質を持っている。また、悟を待ち伏せるために男子更衣室に潜むなどもしている(悟以外の男子は微塵も眼中にないので、着替えシーンを見ても平然としている)。夢は世界一の包丁使いになることであり、その信念は本物。実は貧乳を気にしており、普段はパットを入れている。
立花 京（たちばな けい）
声 - 櫻井孝宏
身長168.1cm　11月13日生　血液型AB型
食専・調理学部の生徒。料理はくだらないと考えている。全ての香りを嗅ぎ分けるスパイス使いの天才で、大量のスパイスを追加することで元の料理を上回る味へと仕立てることができる。常に鼻と口をマスクで覆っているのは、嗅覚が非常に敏感なためである。口癖は「なーんちゃって」。悟を拉致、監禁、ミイラ化しようとする。ドグマに操られている悟に負けて以来、悟を尾行するようになり、ドグマの正体を見破りつつある。
秋山 エレ（あきやま エレ）
声 - 佐藤利奈
身長165cm　07月15日生　血液型A型
食専・調理学部の生徒。中華鍋を自在に操る少女。控え目な性格だが、チャーハンには絶対的な自信を持つ(むしろチャーハン以外はほとんど作らない)。怯えると中華鍋の中に隠れてしまう。料理人になろうとしたのは人と接することが苦手で厨房に居れば誰とも話さなくて良いと思ったから。しかし悟に助けられ料理には人と人を繋いでくれる力があると思うようになり、料理が好きになる。レヴィとの件で悟に恋人宣言をされたため、誤解が解けた後もサガネから敵意を向けられている。悟のことが好きなのかと問い詰められた時は、いい友達だと返している(赤くなって中華鍋に隠れながら)。実は眼鏡はスカウター。中華鍋を片手で扱うため、細身な外見に見えて力が強い。胸はDカップ。カエル好き。
松尾 ミカヅキ（まつお ミカヅキ）
身長156cm
食専・調理学部の生徒。黒いパーカーをゴミ袋のように被っている。漢字が苦手。四国の讃岐出身で、うどんに強いこだわりを持っている。陰気で卑屈な性格だが、結構寂しがり。悟のことは毛嫌いしていたが、色々あって友達になった。また、無人島以降レヴィとは親友。
レヴィ・ゴルゴダ
身長167cm　05月19日生　血液型B型
フランス国立高等部製菓学院からの留学生。女の子にモテるためにパティシエを目指した。それ程までに女性好きで、男性相手には扱いが粗雑。エレに好意を持っている。ただし、近寄ってくる女子は揃いも揃って財産目当てらしく、それに気付いた時は友情が何なのか分からなくなった。おばあちゃんっ子なところもありミカヅキと気が合い親友に。ちなみに、無人島に漂着した時は現実を受け入れられずにしばらく木にカードを差し込もうとし続けていた。
雲居 蜜郎（くもい みつろう）
身長178cm　06月30日生　血液型A型
食専・調理学部の生徒2年。いつもカニの脚を口にくわえている。料理人があらゆる職業の中で一番偉いということを証明するために、料理の勉強している。相手の血を舐めて、その人の体調や寿命を診ることができる。実は法務大臣の息子で、料理人を目指す切っ掛けとなったのは父親の専属料理人の玄田の無念を晴らすため。悟の料理に対する思いが玄田と重なり、自分の思っていた料理人の本分とは違うと気付く。
中兼 ナホミ（なかがね ナホミ）
声 - 沢城みゆき
食専・調理学部の学部長。細かい事にこだわらない性格。怪力で喧嘩好きである。シュールストレミングが好物。破天荒で大雑把だが、料理の小さな荒を見抜く実力も備えている。
榊 始（さかき はじめ）
声 - 安元洋貴
調理学部の学部主任。真面目な性格で、いつも学部長や生徒に振り回されており、頭痛薬を持ち歩いている。生徒が上にいけるためならば自分は憎まれ役でも良いと思っている。陶器を眺めたり作ったりするのが好きで、ストレスがたまると陶器を作ってストレスを発散する(サイズはストレスに比例する)。さすがに、悟の暴挙には警戒気味。
空閑 真澄 （くが ますみ）
身長181cm（通常時）　09月28日生　血液型AB型
調理学部の製菓担当。穏やかな性格で、榊に「ヘラヘラしている」と言われても怒らない。美味しいものを食べると首が長く伸びる。猫舌。榊同様、怒らないだけで悟のことは警戒している。よく悩み事を相談されることがあり、人生相談解決率100%。通称、キリン先生。お菓子の先生になるのが小さい頃からの夢だった。32歳。
白河 郷（しらかわ ごう）
調理学部の日本料理担当。学部長に似て面白いことに首を突っ込むところがある。陶芸部顧問。54歳。
黒 磊磊（へい らいらい）
調理学部の中華料理担当。広東省出身と思われる。スリットの深いチャイナドレスを着用しているショートカットの女性。27歳。
亥 立地（がい りっちー）
武闘派。身体のいたるところに傷を持つ肉体教師。「ダメな生徒は頭突きで死導（しどう）」がモットーだが、シチューの採点を冷静に行っている辺り全てを筋力で解決しているわけではない模様。35歳。

### 農学部
犬飼 ナオ（いぬかい ナオ）
食専・農学部の生徒。いつも薄着なのは、天候の変化を肌で感じたいためである(寒くても脱ぐ)。素材に味付けなど必要なく、調理学部のすることは素材に対する冒涜だと敵視していたが、悟とのかかわりを得て、悟を認めるようになる。調理学部は認めていないらしいが、この一件以来風当たりはやわらかくなった。何故か上を着ると下着を脱ぎだす。基本的に無表情で、怒る時も表情自体はほぼ変わらない。
戒田 真土（かいだ まつち）
食専・農学部の学部長。長身。中兼に匹敵する実力を持つが、農学部を出ると身体能力が半分になる体質を持っている。また、本当に動物たちにいい環境でしか昼寝をしないため、彼が昼寝をすることは一種のステータスとなっている(ただし、一度寝るとしばらく起きないため邪魔)。そのため中兼に良いように勝負を持ちかけられ負け続けてきたが、親睦会で新カリキュラムを提案され和解した。

### サービス学部
一ノ瀬 初夏（いちのせ はっか）
声 - 豊崎愛生
悟が片思いしている元同級生。食べる事に全てをかけており、全財産を食事につぎこむ程である。グルメブロガーとしてかなり有名。悟に対しての興味はほとんどない。夢は「くいしんぼーばんざい」の司会者になること。
坂田 マジョリカ（さかた マジョリカ）
食専・サービス学部の学部長。サービスは愛だと豪語し、接客のなってない生徒には愛ある罰を与える(ヒップアタック・顔に髭ジョリジョリ・ラブキッスのコンボ)。その日の気分によって名前を変える。
伊藤 閑（いとう しずか）
食専・サービス学部の講師。元は調理師だったがサービス学部に転科。昔榊に殴られたことがあり、過去の榊を知っている人物。既婚者であり娘がいる。

### 応用生物学部
ユーリ・ドラグノフ
食専・応用生物学部の学部長。研究のために学部を放置することもあるが、生徒からの信頼は厚い。国際連合総合科学機関に認定された優秀な科学者の称号をもち、「科学遺産」といわれている。食専に居ながら料理を口にすることはなく、水とサプリだけで生きている。体力は無いに等しく、階段を12段のぼるだけで倒れてしまう。人間の五感を解析し、完璧な人工食料・レーションを作りだすことで「料理不要論」を唱えている。
エイダ
ユーリ・ドラグノフのSP。看護婦のような姿をしており、元スパイ。
東条 ウラジ（とうじょう ウラジ）
食専・応用生物学部の生徒。五感対決の視覚担当。
西園寺 舞（さいおんじ まい）
食専・応用生物学部の生徒。五感対決の聴覚担当。
北方 秀継（きたかた ひでつぐ）
食専・応用生物学部の生徒。五感対決の味覚担当。
星南 トウカ（せな トウカ）
食専・応用生物学部の生徒。五感対決の触覚担当。謎の生物 「てんのきわみ」を連れている。

### その他
設楽 叶（したら かなう）
身長187cm　08月26日生　血液型O型
立花の現保護者。「すぐ撃つ課」として有名な捜査一課・特捜2係の刑事。得意銃器は拳銃。立花の母親が11年前（原作二巻時点）の5月25日以降に失踪したのち、その半年後に家の中に放置されていた立花を警察官として保護、そのまま引き取り保護者になった。

## 書誌情報
- 西村ミツル（料理監修）・天道グミ（作画）『ヘルズキッチン』講談社〈ライバルKC〉、全13巻
  1. 2010年10月4日発売、ISBN 978-4-06-380131-6
  2. 2010年10月4日発売、ISBN 978-4-06-380132-3
  3. 2011年3月4日発売、ISBN 978-4-06-380157-6
  4. 2011年7月4日発売、ISBN 978-4-06-380171-2
  5. 2011年12月2日発売、ISBN 978-4-06-380193-4 / 限定版 ISBN 978-4-06-362197-6
  6. 2012年3月2日発売、ISBN 978-4-06-380206-1
  7. 2012年7月4日発売、ISBN 978-4-06-380223-8
  8. 2012年11月2日発売、ISBN 978-4-06-380241-2
  9. 2013年3月4日発売、ISBN 978-4-06-380259-7
  10. 2013年9月4日発売、ISBN 978-4-06-380282-5
  11. 2013年12月27日発売、ISBN 978-4-06-381302-9
  12. 2014年6月4日発売、ISBN 978-4-06-381314-2
  13. 2014年9月4日発売、ISBN 978-4-06-381335-7

## ドラマCD
- 2011年12月2日に発売した単行本5巻の限定版に付属[8]。
- フロンティアワークスより2011年12月21日に発売[9]。